# Papežík indigový
Papežík indigový (Passerina cyanea) je drobný zpěvný pták, vzhledem a způsobem života podobný pěnkavám. 

## Popis
Pták je dlouhý 11 až 15 centimetrů včetně ocásku, rozpětí křídel má okolo 20 cm. Je šedohnědě zbarvený, samečci dostávají v období rozmnožování jasně modré peří. Jako všichni zrnožraví ptáci má krátký a silný kuželovitý zobák. 

## Rozšíření a biotop
V teplých měsících žije v Severní Americe východně od Skalistých hor a jižně od Velkých jezer, přezimuje ve Střední Americe a Karibiku. Je poměrně hojný (počet jedinců se odhaduje na 28 milionů), obývá převážně řídké lesy a křoviny, vyskytuje se i v blízkosti lidských obydlí.

## Ekologie
Živí se hmyzem nebo semeny a bobulemi rostlin. V zajetí se dožívá až osmi let. Poměrně často se kříží s příbuzným papežíkem lazurovým. Dvakrát do roka vyvede pár papežíků tři až čtyři mláďata. Do hnízd papežíků často klade svá vejce hnízdní parazit vlhovec hnědohlavý.